# Sphingonaepiopsis
Sphingonaepiopsis, auch Sphingoneopsis ist eine Gattung innerhalb der Schmetterlingsfamilie der Schwärmer (Sphingidae).

## Merkmale
Die Falter haben Vorderflügel, deren Außenrand entweder gewellt oder gezähnt ist. Die Labialpalpen sind mit groben Schuppen besetzt, das erste Segment besitzt an seinem Ende seitlich einen Fächer. Die Facettenaugen sind bewimpert, ebenso befindet sich am Kopf ein Haarbüschel. Die Fühler der Männchen sind gezähnt oder gekämmt, die der Weibchen sind entweder fadenförmig oder keulenförmig verdickt. Das letzte Fühlerglied ist kurz. Die Schienen (Tibien) sind bedornt, die Tarsen des mittleren Beinpaars besitzen basal einen Kamm, die der Hinterbeine besitzen basal einige Dornen. Die Tibien der Hinterbeine tragen zwei gleich lange Sporne. Das Paronychium besitzt seitlich sehr kleine Lappen, ventral sind keine ausgebildet. Die Tarsen sind lang. Die Flügeladern M3 und Cu1 der Vorderflügel entspringen nahe beieinander, Cu2 entspringt im apikalen Drittel der Diskoidalzelle. Die Costalader der Hinterflügel verläuft nahezu gerade und ist nahe der Basis nach innen gekrümmt. Cu1 und Cu2 verlaufen nahe beieinander.
Die kleinen, kugeligen Eier sind grün gefärbt.
Die Raupen haben die für Schwärmer typische Körperform, mit einem schlanken Körper, einem kleinen Analhorn und blassen Längslinien entlang des Körpers. Die Kopfkapsel ist groß, der Thorax ist nach vorne hin etwas verjüngt.
Die Puppen sind klein und haben eine sehr glänzende Oberfläche. Sie sehen denen der Gattung Hyles ähnlich, sind jedoch mit einem dominanten schwarzen Muster versehen oder nahezu komplett schwarz gefärbt. Ihr Saugrüssel ist mit dem Körper verwachsen. Der Kremaster ist seitlich abgeflacht, läuft breit dreieckig zu und endet in einer gegabelten Spitze.

## Lebensweise
Die Raupen ernähren sich von krautigen Pflanzen aus der Familie der Rötegewächse (Rubiaceae).

## Systematik
Es sind neun Arten aus der südlichen Paläarktis, der Orientalis und Afrotropis bekannt, von denen lediglich Sphingonaepiopsis gorgoniades auch im Südosten Europas vorkommt:
- Sphingonaepiopsis gorgoniades (Hübner, 1819)
- Sphingonaepiopsis kuldjaensis (Graeser, 1892)
- Sphingonaepiopsis nana (Walker, 1856)
- Sphingonaepiopsis ansorgei Rothschild, 1904
- Sphingonaepiopsis malgassica (Clark, 1929)
- Sphingonaepiopsis obscurus (Mabille, 1880)
- Sphingonaepiopsis pumilio (Boisduval, 1875)
- Sphingonaepiopsis asiatica  Melichar & Řezáč, 2013
- Sphingonaepiopsis gurkoi  Melichar & Řezáč, 2013

## Belege